# Arnaldo de Peralta
Arnaldo de Peralta fue un religioso católico español que ejerció como Obispo de Valencia desde 1243 hasta 1248 y como Obispo de Zaragoza desde 1248 hasta su muerte en 1271. También fue consejero del rey Jaime I de Aragón y diplomático.

## Biografía
Del linaje de los Peralta de la Ribagorza, era originario del nordeste de Aragón y se cree que nació en Peralta de la Sal, en la comarca aragonesa de La Litera. Durante algunos años fue ardiaca de la catedral de Lérida. En 1243 el obispo de Valencia, Ferrer de Pallarés, fue asesinado por unos musulmanes en el puerto de Balaguer, por lo que la sede quedó vacante. De acuerdo a los privilegios que poseían los canónigos catedralicios, se designaron a compromisarios para elegir al nuevo obispo. El 1 de junio de 1242 Arnaldo de Peralta fue elegido como obispo de Valencia, elección que fue confirmada por bula papal de Inocencio IV, fechada en León de Francia el 26 de junio. El comienzo de su pontificado coincidió con el fin de la reconquista del sur del reino de Valencia por Jaime I. Peralta participó en la disputa sobre la sede de Segorbe, que había sido nombrada sede episcopal inmediatamente tras la reconquista por el obispo Ximeno de Albarracín, que se había trasladado allí. Ello le granjeó la enemistad de Peralta, debiendo la Santa Sede dirimir la cuestión al acordar la fusión de las sedes de Segorbe y Albarracín en 1259, que fueron declaradas sedes distintas, pero unidas, situación en que se hallaron hasta 1577 en que se separaron definitivamente.
Arnaldo de Peralta concedió privilegios a las órdenes religiosas debido a la escasez de clérigos en el recién creado reino. Estos privilegios les permitían recibir legados y enterrar en sus cementerios a quienes lo desearan. Recién iniciado su pontificado, celebró un sínodo diocesano con el fin de vigorizar la disciplina eclesiástica y consolidar las estructuras diocesanas. También asistió al V concilio de Tarragona del 1 de mayo de 1246.
Durante su pontificado se construyeron muchas iglesias en Valencia; algunas sustituían a anteriores mezquitas, que fueron sustituidas por templos católicos. Reorganizó la diócesis, creando doce pavordías y el archidiaconato de Játiva. Cansado por las dificultades de la convivencia con los musulmanes en valencia, solicitó y obtuvo el traslado a la diócesis de Zaragoza, vacante por el fallecimiento de Rodrigo de Ahonés. La Santa Sede, en cartas apostólicas entregadas el 24 de octubre de 1248, fechadas del 25 de agosto, confirmó el nombramiento.